# TNPL Pugalur
TNPL Pugalur é uma panchayat (vila) no distrito de Kapur, no estado indiano de Tamil Nadu.

## Demografia
Segundo o censo de 2001,  TNPL Pugalur  tinha uma população de 5880 habitantes. Os indivíduos do sexo masculino constituem 51% da população e os do sexo feminino 49%. TNPL Pugalur tem uma taxa de literacia de 72%, superior à média nacional de 59.5%: a literacia no sexo masculino é de 79% e no sexo feminino é de 64%. Em TNPL Pugalur, 8% da população está abaixo dos 6 anos de idade.